# Pol en Panheel
De gemeente Pol en Panheel bestond vanaf de oprichting in 1798 tot de opheffing in 1821 uit de heerlijkheid Pol en schepenbank Panheel. Deze plaatsen behoorden beide tot het graafschap Horn. De gemeente Pol en Panheel heeft in de twintig jaar van haar bestaan geen eigen wapen gevoerd.
In 1818 werd Panheel met Heel samengevoegd tot de gemeente Heel en Panheel. Pol werd bij Wessem gevoegd.
In 1991 werden Wessem, Heel en Panheel en Beegden samengevoegd tot de nieuwe gemeente Heel. In 2007 ging deze gemeente samen met Maasbracht en Thorn op in de fusiegemeente Maasgouw.